# Coupe des champions de la CONCACAF 2000
Navigation
Édition précédente Édition suivante
La Coupe des champions de la CONCACAF 2000 était la trente-sixième édition de cette compétition.
Elle s'est jouée à Los Angeles et a été remportée par le Los Angeles Galaxy face au CD Olimpia sur le score de trois buts à deux. Le club américain a ainsi pu représenter la CONCACAF à la Coupe du monde de football des clubs 2001.

## Participants
Un total de 8 équipes provenant d'un maximum de 6 nations pouvaient participer au tournoi. Elles appartenaient aux zones Amérique du Nord, Amérique Centrale et Caraïbes de la CONCACAF.
Le tableau des clubs qualifiés était le suivant :
| Nation            | Club               | Raison de qualification                      |
| Amérique du Nord  |                    |                                              |
| Mexique           | CF Pachuca         | Vainqueur du Tournoi Invierno 1999.          |
| Mexique           | Club Toluca        | Vainqueur du Tournoi Verano 2000.            |
| États-Unis        | DC United          | Vainqueur de la MLS Cup 1999.                |
| États-Unis        | Los Angeles Galaxy | Finaliste de la MLS Cup 1999.                |
| Amérique Centrale |                    |                                              |
| Honduras          | CD Olimpia         | Champion Inteclubs UNCAF 2000.               |
| Costa Rica        | LD Alajuelense     | Second de la Coupe Interclubs UNCAF 2000.    |
| Honduras          | Real España        | Troisième de la Coupe Interclubs UNCAF 2000. |
| Caraïbes          |                    |                                              |
| Trinité-et-Tobago | Joe Public FC      | Champion des caraïbes 2000.                  |

## Calendrier
| Tour                | Nom              | Date            | Équipes participantes | Équipes restantes |
| Phase finale (2000) |                  |                 |                       |                   |
| 1                   | Quarts de finale | 16 - 17 janvier | 8                     | 8 à 4             |
| 2                   | Demi-finale      | 19 janvier      | 4                     | 4 à 2             |
| 3                   | Finale           | 21 janvier      | 2                     | 2 à 1             |

Le tirage a été équilibré à l'aide de pots qui étaient définis comme ceci :
| Pot 1      | Pot 1              | Pot 2       | Pot 2          |
| CF Pachuca | Club Toluca        | CD Olimpia  | LD Alajuelense |
| DC United  | Los Angeles Galaxy | Real España | Joe Public FC  |

## Compétition

### Tableau
|  | 1/4 de finale                           | 1/4 de finale                           | 1/4 de finale                           | 1/4 de finale      | 1/4 de finale |            |            | 1/2 finale                    | 1/2 finale                              | 1/2 finale                              | 1/2 finale                              | 1/2 finale                    |   |   | Finale | Finale | Finale | Finale | Finale |
|  |                                         |                                         |                                         |                    |               |            |            |                               |                                         |                                         |                                         |                               |   |   |        |        |        |        |        |
|  | 17 janvier 2001, Fullerton (Californie) |                                         |                                         |                    |               |            |            |                               |                                         |                                         |                                         |                               |   |   |        |        |        |        |        |
|  |                                         |                                         |                                         |                    |               |            |            |                               |                                         |                                         |                                         |                               |   |   |        |        |        |        |        |
|  | Los Angeles Galaxy                      | Los Angeles Galaxy                      |                                         | 0(5)               | -             |            |            |                               |                                         |                                         |                                         |                               |   |   |        |        |        |        |        |
|  | Los Angeles Galaxy                      | Los Angeles Galaxy                      | 19 janvier 2001, Fullerton (Californie) | 0(5)               | -             |            |            |                               |                                         |                                         |                                         |                               |   |   |        |        |        |        |        |
|  | Real España                             | Real España                             |                                         | 0(3)               | -             |            |            |                               |                                         |                                         |                                         |                               |   |   |        |        |        |        |        |
|  | Real España                             | Real España                             | Los Angeles Galaxy                      | Los Angeles Galaxy | -             |            | 1(4)       | -                             |                                         |                                         |                                         |                               |   |   |        |        |        |        |        |
|  | 17 janvier 2001, Fullerton (Californie) |                                         | Los Angeles Galaxy                      | Los Angeles Galaxy |               |            | 1(4)       | -                             |                                         |                                         |                                         |                               |   |   |        |        |        |        |        |
|  |                                         | DC United                               | DC United                               |                    | 1(2)          | -          |            |                               |                                         |                                         |                                         |                               |   |   |        |        |        |        |        |
|  | DC United                               | DC United                               | DC United                               |                    | 1(2)          | -          | 2          | -                             |                                         |                                         |                                         |                               |   |   |        |        |        |        |        |
|  | DC United                               | DC United                               |                                         |                    |               |            | 2          | -                             | 21 janvier 2001, Fullerton (Californie) |                                         |                                         |                               |   |   |        |        |        |        |        |
|  | LD Alajuelense                          | LD Alajuelense                          |                                         | 1                  | -             |            |            |                               |                                         |                                         |                                         |                               |   |   |        |        |        |        |        |
|  | LD Alajuelense                          | LD Alajuelense                          |                                         |                    |               |            |            |                               | Los Angeles Galaxy                      | Los Angeles Galaxy                      |                                         | 3                             | - |   |        |        |        |        |        |
|  | 16 janvier 2001, Fullerton (Californie) |                                         |                                         |                    |               |            |            |                               | Los Angeles Galaxy                      | Los Angeles Galaxy                      |                                         | 3                             | - |   |        |        |        |        |        |
|  |                                         | CD Olimpia                              | CD Olimpia                              |                    | 2             | -          |            |                               |                                         |                                         |                                         |                               |   |   |        |        |        |        |        |
|  | Club Toluca                             | Club Toluca                             | CD Olimpia                              |                    | 2             | -          | 0          | -                             |                                         |                                         |                                         |                               |   |   |        |        |        |        |        |
|  | Club Toluca                             | Club Toluca                             | 19 janvier 2001, Fullerton (Californie) |                    |               |            | 0          | -                             |                                         |                                         |                                         |                               |   |   |        |        |        |        |        |
|  | CD Olimpia                              | CD Olimpia                              |                                         | 1                  | -             |            |            | Match pour la troisième place | Match pour la troisième place           | Match pour la troisième place           | Match pour la troisième place           | Match pour la troisième place |   |   |        |        |        |        |        |
|  | CD Olimpia                              | CD Olimpia                              | CD Olimpia                              | CD Olimpia         | -             |            | 4          | Match pour la troisième place | Match pour la troisième place           | Match pour la troisième place           | Match pour la troisième place           | Match pour la troisième place | - |   |        |        |        |        |        |
|  | 16 janvier 2001, Fullerton (Californie) | 16 janvier 2001, Fullerton (Californie) | 16 janvier 2001, Fullerton (Californie) | CD Olimpia         |               |            | 4          |                               | 21 janvier 2001, Fullerton (Californie) | 21 janvier 2001, Fullerton (Californie) | 21 janvier 2001, Fullerton (Californie) |                               |   |   |        |        |        |        |        |
|  | 16 janvier 2001, Fullerton (Californie) | 16 janvier 2001, Fullerton (Californie) | 16 janvier 2001, Fullerton (Californie) |                    | CF Pachuca    | CF Pachuca |            | 0                             | 21 janvier 2001, Fullerton (Californie) | 21 janvier 2001, Fullerton (Californie) | 21 janvier 2001, Fullerton (Californie) | -                             |   |   |        |        |        |        |        |
|  | CF Pachuca                              | CF Pachuca                              |                                         | 1                  | CF Pachuca    | CF Pachuca | -          | 0                             |                                         |                                         | DC United                               | DC United                     |   | 1 | -      |        |        |        |        |
|  | CF Pachuca                              | CF Pachuca                              |                                         |                    |               |            |            |                               |                                         |                                         | DC United                               | DC United                     |   | 1 | -      |        |        |        |        |
|  | Joe Public FC                           | Joe Public FC                           |                                         | 0                  | -             |            | CF Pachuca | CF Pachuca                    |                                         | 2                                       | -                                       |                               |   |   |        |        |        |        |        |

### Quarts de finale
| Pays | Club               | Score | Club           | Pays | Commentaire       |
|      | Los Angeles Galaxy | 0-0   | Real España    |      | Tirs au but : 5-3 |
|      | DC United          | 2-1   | LD Alajuelense |      |                   |
|      | Club Toluca        | 0-1   | CD Olimpia     |      |                   |
|      | CF Pachuca         | 1-0   | Joe Public FC  |      |                   |

### Demi-finales
| Pays | Club               | Score | Club       | Pays | Commentaire       |
|      | Los Angeles Galaxy | 1-1   | DC United  |      | Tirs au but : 4-2 |
|      | CD Olimpia         | 4-0   | CF Pachuca |      |                   |

### Match pour la troisième place
| Pays | Club      | Score | Club       | Pays | Commentaire |
|      | DC United | 1-2   | CF Pachuca |      |             |

### Finale
| 21 janvier 2001 | Los Angeles Galaxy                                           | 3:2   | CD Olimpia                                  | Stade des Titans (en) Fullerton, Californie |  |
|                 | Ezra Hendrickson 36e · Cobi Jones 39e · Ezra Hendrickson 78e | (2:1) | Danilo Tosello 34e (pen.) · Robert Lima 51e |                                             |  |

| Champion de la CONCACAF 2000     |
| -------------------------------- |
| Drapeau des États-Unis           |
| Los Angeles Galaxy Premier Titre |